# 鮑龍 (嘉靖乙未進士)
鮑龍（1501年—？），字汝化，號鏡石，浙江杭州府臨安縣人，民籍，明朝政治人物。

## 生平
嘉靖七年（1528年）戊子科浙江鄉試第五十五名舉人。嘉靖十四年（1535年）中式乙未科會試第二百七十九名，登第三甲第三十七名進士。授福建晋江县知县。

## 家族
曾祖鮑仁；祖父鮑觀；父鮑珵，母蔣氏。严侍下。兄鸞、鳳、鹏、鲸。